# Un segundo sentimiento
Un segundo sentimiento es el título del segundo álbum de estudio del cantautor colombiano Charlie Zaa. Este disco fue ganador del premio Lo Nuestro como Artista Revelación del Año.[cita requerida]

## Lista de canciones
Información proveniente de Allmusic.

| N.º | Título                                              | Escritor(es)                                            | Duración |  |
| 1.  | «Sensaciones: Tu duda y la mía/Azabache»            | Claudio Ferrer, Julio César Villafuerte/Olimpo Cárdenas | 4:52     |  |
| 2.  | «Recuerdos: Sombras/El traje blanco»                | Rosario Sansores, Carlos Brito Benavides/Héctor Ulloa   | 4:17     |  |
| 3.  | «Sueños: En mi viejo San Juan/Lamento Borincano»    | Noel Estrada, Rafael Hernández Marín                    | 5:15     |  |
| 4.  | «Tentaciones: No me quieras tanto/Perfidia»         | Alberto Domínguez, Rafael Hernández                     | 4:27     |  |
| 5.  | «Anhelos: Me voy pa'l pueblo/Ahora seremos felices» | Rafael Hernández, Mercedes Váldez                       | 5:26     |  |
| 6.  | «Traiciones: Sin un querer/Andate»                  | J. Cuadros, Víctor, Abel Visconti                       | 4:13     |  |
| 7.  | «Promesas: Contigo/Triunfamos»                      | Federico Baena, Rafael Cárdenas, Claudio Estrada        | 3:58     |  |
| 8.  | «Desengaños: Derrumbes/Por qué eres así»            | Teddy Ferreiro, Tony Ferreiro, Teddy Fregoso            | 5:45     |  |
| 9.  | «Amores: Esclavo y amo/Entrega total»               | José Florez, Abelardo Pulido                            | 3:59     |  |
| 10. | «Verdades: Soñar un cariño/No es que me arrepienta» | Rubira Infante/Eladia Blázquez                          | 5:23     |  |
| 11. | «Pensamientos: Caminemos/Rayito de luna»            | Alfredo Gil, Chucho Navarro                             | 4:45     |  |

## Posicionamiento en listas
| Listas (1998)                        | Máxima posición |
| ------------------------------------ | --------------- |
| U.S. Billboard Top Latin Albums      | 2               |
| U.S. Billboard Tropical Salsa/Albums | 1               |

### Sucesión y posicionamiento
| Predecesor: Suavemente de Elvis Crespo | U.S. Billboard Tropical/Salsa Albums — Álbum N°. 1 22 de agosto de 1998 - 6 de noviembre de 1998 | Sucesor: Suavemente de Elvis Crespo |